# Étienne Royer de Véricourt
Étienne Royer de Véricourt, né à Paris le 6 août 1905 où il est décédé le 25 janvier 1997, est un médecin (cardiologie et médecine du travail) et un homme politique français (tendance démocratie chrétienne).

## Famille
Issue de Normandie, la famille Royer de Véricourt est connue depuis le XVIIIe siècle.
Parmi ses membres, Louis Royer de Véricourt (+1782), contrôleur du Trésor à la Loterie Royale et plus récemment des officiers de marine tels que Gérard Royer de Véricourt (1938), capitaine de vaisseau ou son fils Xavier Royer de Véricourt (1967), contre-amiral.
Ses armes portent d'azur, au chevron d'or, accompagné, en chef, de deux étoiles du même, et, en pointe, de deux clés d'argent croisées.

## Biographie
En 1921, il adhère au mouvement de la Jeune République, courant catholique social, créé par Marc Sangnier dont il devient un proche (et le cardiologue).
Pendant la Seconde Guerre mondiale, il participe à la Résistance au sein de l'OCM (Organisation civile et militaire) et du réseau du père Riquet. 
Pendant cette période, il participe notamment à la diffusion du journal Témoignage chrétien.
Conseiller municipal de Paris (MRP puis Centre démocrate) de 1947 à 1977, date du changement de statut de la Ville de Paris. Étienne de Véricourt est élu président du Conseil de Paris le 25 juin 1969 ,.
Au cours de son mandat, il accueille les astronautes d'Apollo 11, Neil Armstrong, Buzz Aldrin et Michael Collins, lors de leur venue à Paris le 8 octobre 1969. Après son discours, Étienne de Véricourt leur remet la  médaille de vermeil de la Ville de Paris. 
Le 24 août 1969, il participe au 25e anniversaire de la Libération.
Parmi ses autres fonctions, on citera : vice-président du Conseil général de la Seine (1950-1951), vice-président du Conseil municipal de Paris en 1955-1956, 1957-1958 et 1961-1962, rapporteur général du budget de l’Assistance publique de 1965 à 1971, membre du conseil d’administration du district de la Région parisienne de 1961 à 1971, conseiller régional d’Île-de-France en 1976-1977.

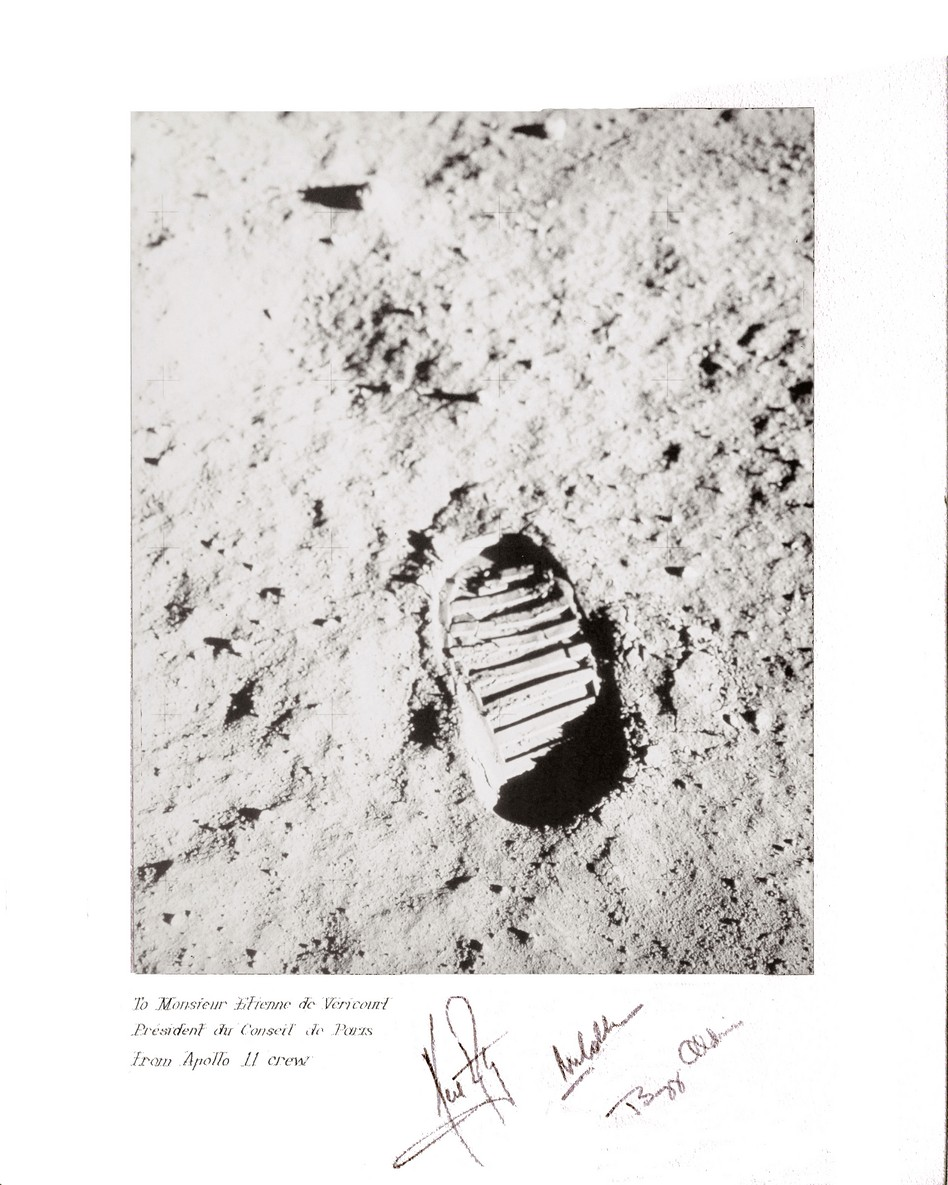
Dédicace du pas sur la Lune par l'équipage Apollo 11.

## Distinctions
- Croix de guerre 1939-1945
- Officier de l'ordre de la Légion d'honneur (1955)
- Commandeur de l’Ordre du Mérite (1969)

## Ouvrages et publications
- Le syndrome endocrino-hepato-myocardique: Sur un aspect des cirrhoses pigmentaires, Paris, 1936, Masson et Ci.
- Cinquantenaire de L’Hôpital Henri Rousselle, 1922-1972, Imprimerie-Reliure Maison Mame, Tours, Laboratoires Sandoz, 1973. Sous la direction de Georges Daumezon.